# By Jeeves
By Jeeves is een musical van Andrew Lloyd Webber en Alan Ayckbourn. Oorspronkelijk uitgebracht in 1975 onder de titel Jeeves, maar in 1996 in volledige vernieuwde vorm uitgebracht als By Jeeves.